# Quattro Pro
Quattro Pro je tabulkový procesor vyvinutý firmou Borland, která jej později prodala firmě Corel. Původně byl vyvinut pro systém DOS. Nyní je běžně součástí WordPerfect Office.
Verze pro DOS používaly klávesové zkratky velmi podobné Lotus 1-2-3. V současné době běží v operačním systému Microsoft Windows. O Quattro Pro se tvrdí, že je slabší v počítání než MS Office, ale jednoduché grafy v něm vypadají lépe. Quattro Pro dlouho překonávalo Excel s jeho omezením listu na 65 536 řádek na 256 sloupců svým milion x 18 276.
V roce 1988, kdy se tento procesor objevil na trhu, se jmenoval Quattro. To je italsky 4 a má značit, že je o krok napřed před 1-2-3. Rovněž jeho vývojové označení Buddha mělo asociovat s Lotusem, neboť Buddha je většinou zobrazován v lotosovém sedu. Další verze z roku 1990 se jmenuje Quattro Pro.